# Crêtois
Ne doit pas être confondu avec Crétois.

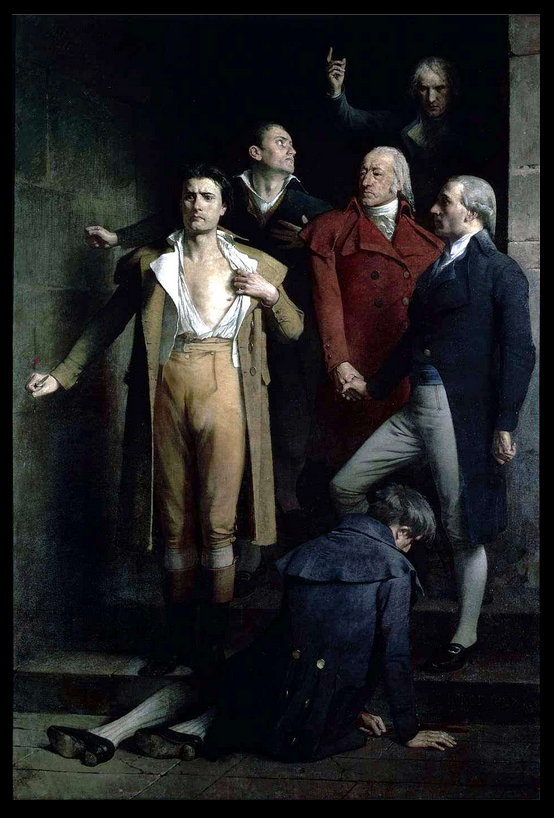
Charles Ronot, Les Derniers Montagnards (musée de la Révolution française).

Étaient surnommés crêtois les députés montagnards de l'an III (1794-1795), de moins en moins nombreux, qui tentent de s'opposer à la réaction thermidorienne, pendant la Révolution française.
Ils participent à l'insurrection du 12 germinal an III (1er avril 1795) et à l'insurrection du 1er prairial an III (20 mai 1795), tentant de reprendre le pouvoir à La Plaine et, plus généralement, à la réaction thermidorienne.
Ils sont expulsés de la Convention nationale et subissent des traitements violents, y compris des exécutions et des déportations ; certains d'entre eux, comme Gilbert Romme, Ernest Dominique François Joseph Duquesnoy ou Jean-Marie Goujon, se suicident.

## L'origine de l'expression
Le mot apparaît en l'an III dans la bouche des réacteurs[pas clair], qui l'emploient dans un sens péjoratif. On trouve ailleurs l'expression « la Crête de la Montagne » qui renvoie simplement à la géographie de la salle des Machines des Tuileries, où la Convention nationale siège à l'époque.

## Les députés
Le nombre de crêtois a, selon les évaluations des historiens, longtemps évolué entre 30 et 76. Se basant sur les Mémoires de René Levasseur, Eugène Tarlé parle d'une trentaine de députés ; Albert Mathiez compte 60 députés exclus de la Convention ; François-Auguste Mignet évoque 76 députés arrêtés ou condamnés à mort. Françoise Brunel les évalue à cent en se fondant sur la demande d'appel nominal exprimée par Laurent Lecointre le 12 germinal an III (1er avril 1795) (50 députés la soutiennent) et les arrestations de germinal, prairial et thermidor an III — avril à juillet 1795 — (74 conventionnels sont arrêtés, déportés ou exécutés, parmi lesquels 25 signataires de la demande).
Dispersés après la loi de Prairial, les montagnards ne reconstituent un groupe relativement homogène qu'à l'hiver et au printemps 1795. Thermidoriens pour la plupart (à l'exclusion des représentants en mission et des suppléants admis à siéger après les événements), ils ne voient dans la chute de Robespierre que la répétition des journées de mai et juin 1793, escomptant le maintien du gouvernement révolutionnaire jusqu'à la paix, puis l'instauration de la constitution de l'an I. Lors de l'offensive contre les sociétés populaires, en vendémiaire, une minorité seulement défend le Club des jacobins.
Le tournant a lieu en frimaire, lors de la mise en accusation de Jean-Baptiste Carrier ; 14 députés s'y opposent. Les autres basculent à l'occasion de la crise des subsistances, devant la misère populaire ; ils stigmatisent alors un « recul », un « regard en arrière » par rapport aux principes de 1793 qui prend le nom de « réaction » à l'automne 1794 et au début du printemps 1795.

## Les événements de germinal-prairial an III (avril-mai 1795)
Lors de l'insurrection du 12 germinal an III (1er avril 1795), la foule envahit la Convention ; seuls les crêtois restent en séance. Mais la salle est évacuée par la troupe, aidée par des sectionnaires royalistes, et vingt crêtois sont arrêtés. Barère, Vadier, Billaud-Varenne et Collot d'Herbois sont condamnés à la déportation en Guyane.
Lors de l'insurrection jacobine du 1er prairial an III (20 mai 1795), la foule s'empare de l'Assemblée; à cette occasion, le conventionnel Féraud, qui tente de barrer le passage, est tué et sa tête promenée au bout d'une pique. Les crêtois font élire Soubrany commandant de l'armée de l'intérieur et créent une commission qui amnistie les déportés de germinal (déjà embarqués à Oléron), le retour de la taxation, etc. Les soldats du général de Menou et de Murat, appelés par Tallien, rétablissent l'ordre : douze députés crêtois seront arrêtés dont le secrétaire de séance, Thirion de La Moselle.
Emprisonnés au château du Taureau à Morlaix, en Bretagne, six députés condamnés à mort à Paris, au terme d'un procès inique, se poignardent en sortant du tribunal : Duquesnoy, Jean-Marie Goujon, Romme se tuent, Pierre Bourbotte, Jean-Michel Duroy et Soubrany se blessent et sont guillotinés.